# FIWARE
FIWARE es una plataforma, impulsada por la Unión Europea, para el desarrollo y despliegue global de aplicaciones de Internet del Futuro. FIWARE intenta proveer de una arquitectura totalmente abierta, pública y libre así como de un conjunto de especificaciones que permita a los desarrolladores, proveedores de servicios, empresas y otras organizaciones desarrollar productos que satisfagan sus necesidades, sin dejar de ser abierta e innovadora.
FIWARE ha sido adoptada por la iniciativa de la Unión Europea, Connecting Europe Facilities como el componente clave para la gestión de datos (Context Broker). Las aplicaciones de este componente lideran las aplicaciones de Open Data, Data Lakes y gestores de contexto.
El mayor valor diferencial de FIWARE con respecto a otras iniciativas son:
1. Estándar 100% abierto (Open Source).
2. Modelos de datos abiertos y de uso libre de licencias, con una adopción masiva.[3]
3. APIs estándarizadas por la OMA y la ETSI a través del estándar ETSI NGSI-LD.
4. Adopción por más de 250 ciudades en el mundo.[4]

## Historia
FIWARE fue financiado por el VII Programa Marco de la Unión Europea dentro de su proyecto de colaboración público-privada para el Internet del Futuro (FI-PPP - Future Internet Public-Private Partnership).
A principios de 2012, el consorcio europeo formado por Telefónica y Orange y las consultoras Engineering y Atos anunció un proyecto para desarrollar estándares de FIWARE para smart cities.
En la actualidad se ha creado la Fundación FIWARE para mantener la plataforma más allá de su origen de financiación de la Unión Europea, y varias empresas a nivel internacional están apoyándola y soportándola a través de dicha asociación. Red Hat se unió en mayo de 2020 a la fundación. En la actualidad son más de 2000 miembros entre los que se distinguen varias categorías como miembros platino, miembros de oro, miembro estratégicos finales (usuarios) y miembros individuales. En 2022 se ha anunciado la unión de Amazon Web Services.
Además hay varios comités de áreas especializadas como Smart Cities liderado por HOPU e Engineering, Industria 4.0 por NEC, y Agrifood por Agricolus.
La comunidad FIWARE se reúnen dos veces al año en el evento internacional FIWARE Global Summit.
Actualmente su junta directiva está formada por representantes de todos los miembros platino, representantes de ciudades y representantes de los miembros de oro por votación de todos los miembros.